# Enganyapastors menut
L'enganyapastors menut (Chordeiles pusillus) és una espècie d'ocell de la família dels caprimúlgids (Caprimulgidae) que habita sabanes i clars dels boscos del centre de Colòmbia, sud de Veneçuela, Guyana, nord, est i sud-est del Brasil i nord i est de Bolívia.